# 황악산
황악산(黃嶽山)은 대한민국 경상북도 김천시 대항면과 충청북도 영동군 매곡면 및 상촌면에 걸쳐 있는 백두대간의 산이다. 주요 봉우리는 비로봉(1,111m)과 신선봉(944m), 백운봉(770m), 운수봉(740m) 등이 있다. 산의 동쪽에 직지사가 자리잡고 있다. KTX 열차는 황악터널을 통해 황악산을 관통한다.
예로부터 학이 많이 찾아와 일명 황학산 (黃鶴山)으로 불렸고 지도에도 그렇게 표기된 곳이 많다.

## 산행 코스
- 직지사 - 내원계곡 갈림길 - 백련암 - 운수암 - 정상(비로봉, 1111m)
- 직지사 - 명적정사입구 - 명적정사 - 정상(비로봉, 1111m)
- 바람재 - 바람재목장 - 정상(비로봉, 1111m)

## 같이 보기
- 한국의 산
- 백두대간